# Arturo Hernáez
Arturo Hernández Cabrera (Puerto Montt, 29 de octubre de 1880 - 8 de marzo de 1958) fue un contador y político radical chileno. 

## Biografía
Hijo de José Arturo Hernández Fritz y Nicolasa Cabrera Degeleon. Contrajo matrimonio con Emaldia Alvarado Junge (1900).
Educado en el Instituto Comercial de Valdivia —en la ciudad homónima—, donde egresó como contador. Se dedicó a su profesión en una oficina contable que instaló en Puerto Montt, además de llevar la contabilidad general de la caleta de pescadores del puerto de Angelmó.
Fue miembro del Partido Radical. 
Elegido alcalde de la Municipalidad de Puerto Montt (1927-1929). Durante su administración se llevó a cabo la inauguración del nuevo hospital de la ciudad, el cual tenía entonces capacidad para 50 pacientes. Además, elaboró un programa de pavimentación de los caminos interiores de Puerto Montt. 